# Maglia di ferro

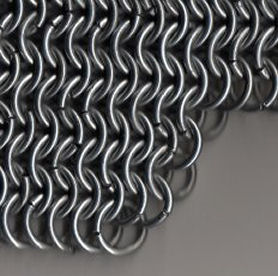
Maglia ad anelli di ferro.

La maglia di ferro o maglia metallica è un sistema di fabbricazione di armature con anelli di ferro assemblati tra loro.
A partire dal Medioevo, fu la più tipica forma di protezione del corpo del combattente. Seppur di lunga e macchinosa fabbricazione, l'armatura realizzata in maglia di ferro aveva un enorme vantaggio: la facile riparabilità. Era infatti sufficiente sostituire gli anelli danneggiati per rendere nuovamente l'intera cotta o l'intero camaglio sicuri ed affidabili per l'utente.
Una volta ottenuta la "maglia" metallica, l'armoraro la lavorava per ottenere diversi apparati difensivi per le varie parti del corpo: la cotta di maglia per il corpo, il camaglio per la testa, le brache di ferro, i guanti (o manopole) e gli stivali.

## Storia
Tipologia e tecnica esecutiva non hanno subito sostanziali variazioni nel tempo, né vi si registrano importanti variazioni da una regione all’altra.
Rispetto alle antiche armature in cuoio bollito, in uso presso gli eserciti dei primi grandi imperi (es. Antichi Egizi), la maglia ad anelli metallici presentava certamente lo svantaggio di un ingombro maggiore ma la non sostituibile garanzia di una migliore funzione difensiva contro l'offesa di proiettili ed armi bianche manesche (spada e pugnale) o inastate (ascia, lancia, ecc.).
Rispetto alla semplice sovrapposizione di strati di metallo e cuoio (come la corazza a scaglie), pratica largamente diffusa ad oriente del Mediterraneo più o meno concomitantemente alla diffusione in Europa della cotta di maglia celtica, la maglia ad anelli garantiva un manufatto più solido ed al contempo elastico, capace di meglio assorbire potenti colpi di taglio.
Rispetto al solido piastrone in bronzo degli opliti dell'Antica Grecia e degli alti ufficiali dell'Esercito romano, la cotta di maglia era certamente meno funzionale contro i danni a "puntura di spillo" delle frecce scagliate da tipologie di arco particolarmente potenti quali l'arco composito dei nomadi della steppa eurasiatica. La maglia di ferro dell'Europa medievale cercò di superare i limiti delle maglie antiche ricorrendo ad anelli con un diametro inferiore a quello delle frecce. La diffusione della balestra in Occidente a partire dal Basso Medioevo costituì però una drastica battuta d'arresto al predominio della maglia metallica nella panoplia della cavalleria medievale. Seppur di diametro inferiore a quello del verrettone, il dardo scagliato dalla balestra, la maglia di ferro non era comunque capace di assorbirne l'urto devastante. Parallelamente, le continue migliorie all'arco lungo occidentale, le cui frecce cominciavano anche a montare teste metalliche "a spillo" capaci di passare negli interstizi tra gli anelli ferrei, portò alla diffusione di una maglia mista, ove l'anello di ferro andava a congiungersi o a sovrapporsi con piastre più o meno pesanti di metallo. Simili maglie erano già in uso presso le popolazioni orientali e si diffusero capillarmente in Europa grazie ai contatti provocati dalle crociate.
L’unico elemento utile alla classificazione è il fatto che, a partire dal XV secolo, non risultò più esposta ai colpi ma viene indossata al di sotto dell’armatura in piastra. Per questo, si preferirono strutture più confacenti all’anatomia umana.
Il bisogno di assicurare al portatore una migliore protezione contro i colpi di punta aveva però sempre spinto in favore di un utilizzo della maglia metallica abbinata ad una sotto-corazza in lino, più raramente in cotone, imbottita, nota nel medioevo come giubba d'armi (anche "zuppa d'armi") o gambesone.

## Struttura e costruzione

### Preparazione degli anelli
Si creavano gli anelli (del diametro anche di 3–4 mm) dal filo di ferro avvolgendolo a molla e tagliandone poi le spirali ad una ad una. Quindi si appiattivano le due estremità di ogni anello e le si forava. In ultimo si sovrapponevano i due fori e si inseriva un rivetto che veniva ribattuto, formando così l'anello.

### Assemblaggio della maglia
Si creava una serie di anelli sciolti, sufficienti a coprire il diametro richiesto, e li si metteva in file. Su questa prima fila si aggiungeva poi una seconda serie di anelli che univa gli anelli della prima fila a due a due. Le file successive venivano poi aggiunte con lo stesso metodo, creando così una maglia metallica chiusa per ribaditura dove gli anelli di una stessa fila non erano agganciati tra di loro ma con le file sotto o soprastanti. La maglia così costruita aveva un verso che le dava flessibilità e consentiva di essere indossata sopra le articolazioni senza particolari accorgimenti.